# Neuville-sur-Ornain
Neuville-sur-Ornain is een gemeente in het Franse departement Meuse (regio Grand Est) en telt 347 inwoners (1999). De plaats maakt deel uit van het arrondissement Bar-le-Duc.

## Geografie
De oppervlakte van Neuville-sur-Ornain bedraagt 11,8 km², de bevolkingsdichtheid is 29,4 inwoners per km².
De onderstaande kaart toont de ligging van Neuville-sur-Ornain met de belangrijkste infrastructuur en aangrenzende gemeenten.

## Demografie
Onderstaande figuur toont het verloop van het inwonertal (bron: INSEE-tellingen).